# Batlagundu
Batlagundu è una suddivisione dell'India, classificata come town panchayat, di 22.007 abitanti, situata nel distretto di Dindigul, nello stato federato del Tamil Nadu. In base al numero di abitanti la città rientra nella classe III (da 20.000 a 49.999 persone).

## Geografia fisica
La città è situata a 10° 10' 07 N e 77° 45' 25 E.

## Società

### Evoluzione demografica
Al censimento del 2001 la popolazione di Batlagundu assommava a 22.007 persone, delle quali 11.126 maschi e 10.881 femmine. I bambini di età inferiore o uguale ai sei anni assommavano a 2.088, dei quali 1.076 maschi e 1.012 femmine. Infine, coloro che erano in grado di saper almeno leggere e scrivere erano 16.687, dei quali 8.981 maschi e 7.706 femmine.